# Chiesa di Sant'Aurelia
La chiesa di Sant'Aurelia (in francese: Église Sainte-Aurélie; in tedesco: Aurelienkirche), è una chiesa protestante di Strasburgo, nei pressi della stazione ferroviaria di Strasbourg-Ville.
È intitolata a santa Aurelia di Strasburgo, che secondo le leggende era stata una compagna di viaggio di sant'Orsola.

## Storia e descrizione

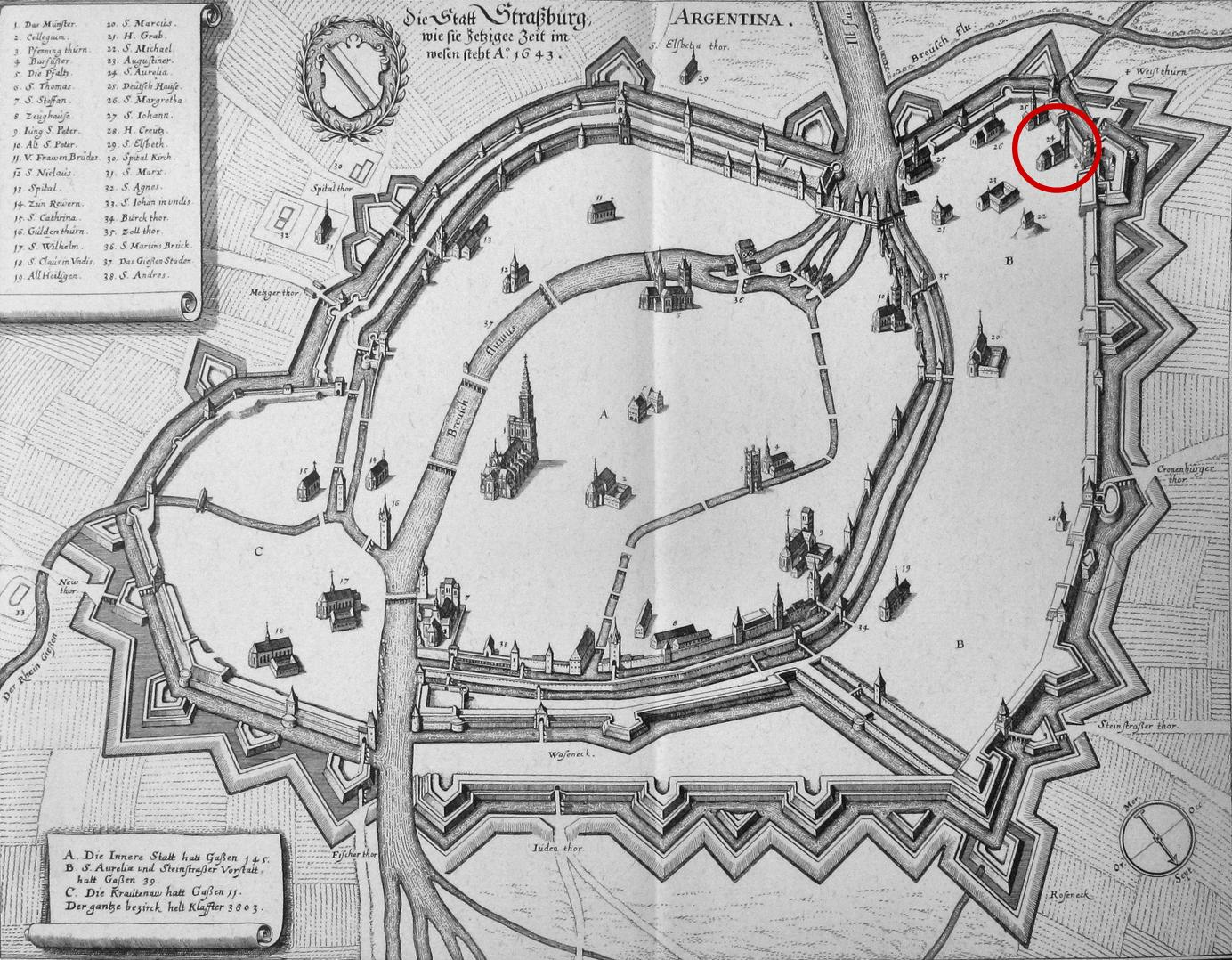
La posizione della chiesa in una pianta della città del 1643 (il nord è verso il basso)

Documenti autentici della metà dell'VIII secolo attestano l'esistenza, fuori dalle mura cittadine, di una chiesa dedicata a sant'Aurelia, risalente ad un'epoca notevolmente anteriore: era stata la chiesa di un cimitero le cui origini risalirebbero all'epoca gallo-romana. Sebbene fosse intitolata in origine a san Maurizio, dal 1324 compare il titolo di "Sant'Aurelia". Una cripta, nella chiesa, custodiva le reliquie della santa, assai venerate dalla popolazione nel Medioevo, soprattutto per essere liberati dalla febbre. Quando la città di Strasburgo aderì alla Riforma protestante, il tempio, che era sede di una parrocchia fin dall'XI secolo, divenne una chiesa luterana. Il culto al cadavere di sant'Aurelia venne interrotto e le reliquie disperse.
Il campanile, romanico nella sua parte inferiore, fu realizzato tra il XII e il XIV secolo. In esso è installata la campana più antica di tutta Strasburgo (fusa nel 1410) e il più antico orologio da torre ancora in funzione in città, costruito da Jean-Baptiste Schwilgué nel 1845.
La navata attuale venne ricostruita nel 1765 in stile Luigi XV. La sua disposizione interiore particolare è tipica del culto evangelico.
Il tavolo per la Santa Cena e il pulpito sono anteriori al rifacimento del 1765, così come l'organo, costruito nel 1718 da Andreas Silbermann. 
Ventitré quadri eseguiti nel 1767 dal pittore strasburghese Pierre-Joseph Noël ornano la tribuna con scene dall'Antico e dal Nuovo Testamento.

## Organo a canne

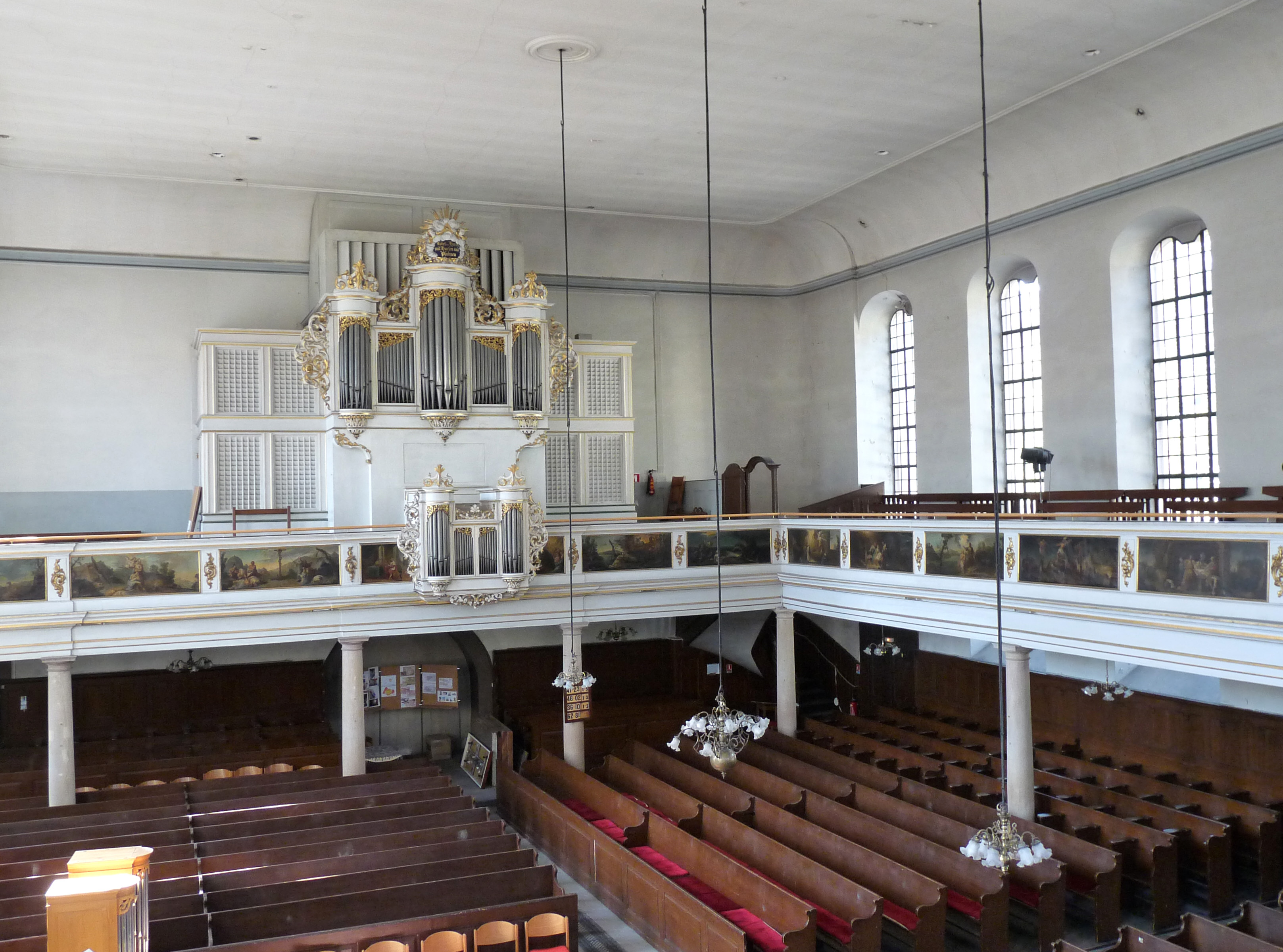
Interno con l'organo a canne

La presenza di un organo nell'antica chiesa è attestato da numerosi autori. A parere di Martin Vogeleis, un certo Dietrich Wagner – egli stesso organaro – era anche organista della chiesa nel 1604. Johann Franz Lobstein recensisce venticinque organisti tra il 1604 e il 1778, tredici dei quali nel XVII secolo.
L'organo principale venne completato il 22 maggio 1718 da Andreas Silbermann, originario della Sassonia ma residente a Strasburgo. In origine era dotato di due tastiere e diciassette registri. Lungo i secoli, lo strumento è stato oggetto di numerose trasformazioni. Al momento della costruzione della nuova chiesa nel 1765 lo strumento vi fu trasferito sotto la supervisione del figlio maggiore di Silbermann, Jean-André, che già nel 1762 aveva aggiunto tre registri.
Per armonizzare l'organo con il resto dell'arredo della chiesa, la cassa venne a sua volta ridipinta in bianco e oro nel 1790: nell'Alsazia del XVIII secolo una cassa d'organo dipinta in questo modo rappresenta senza dubbio un'eccezione.
Nel 1911 lo strumento venne dotato di un motore elettrico e il numero di registri venne portato a 33. È su questo strumento che Albert Schweitzer registrò una parte delle opere di Johann Sebastian Bach e di César Franck per la Columbia Records nel 1936.
Nel 1952 venne realizzato un organo a trasmissione meccanica completamente nuovo, progettato da Ernest Muhleisen. Dello strumento realizzato dai Silbermann sopravvissero soltanto la cassa e sette registri. 
L'organo, infine, è stato ricostruito nel 2015 dalla ditta di Quentin Blumenroeder.  Con questo intervento, lo strumento è stato riportato allo stato del 1768, conservando addirittura un registro di voce umana del 1718.
Un piccolo organo positivo è stato aggiunto nel 2001. Trasportabile grazie a rotelle, è piazzato generalmente al centro del tempio.

## Galleria d'immagini

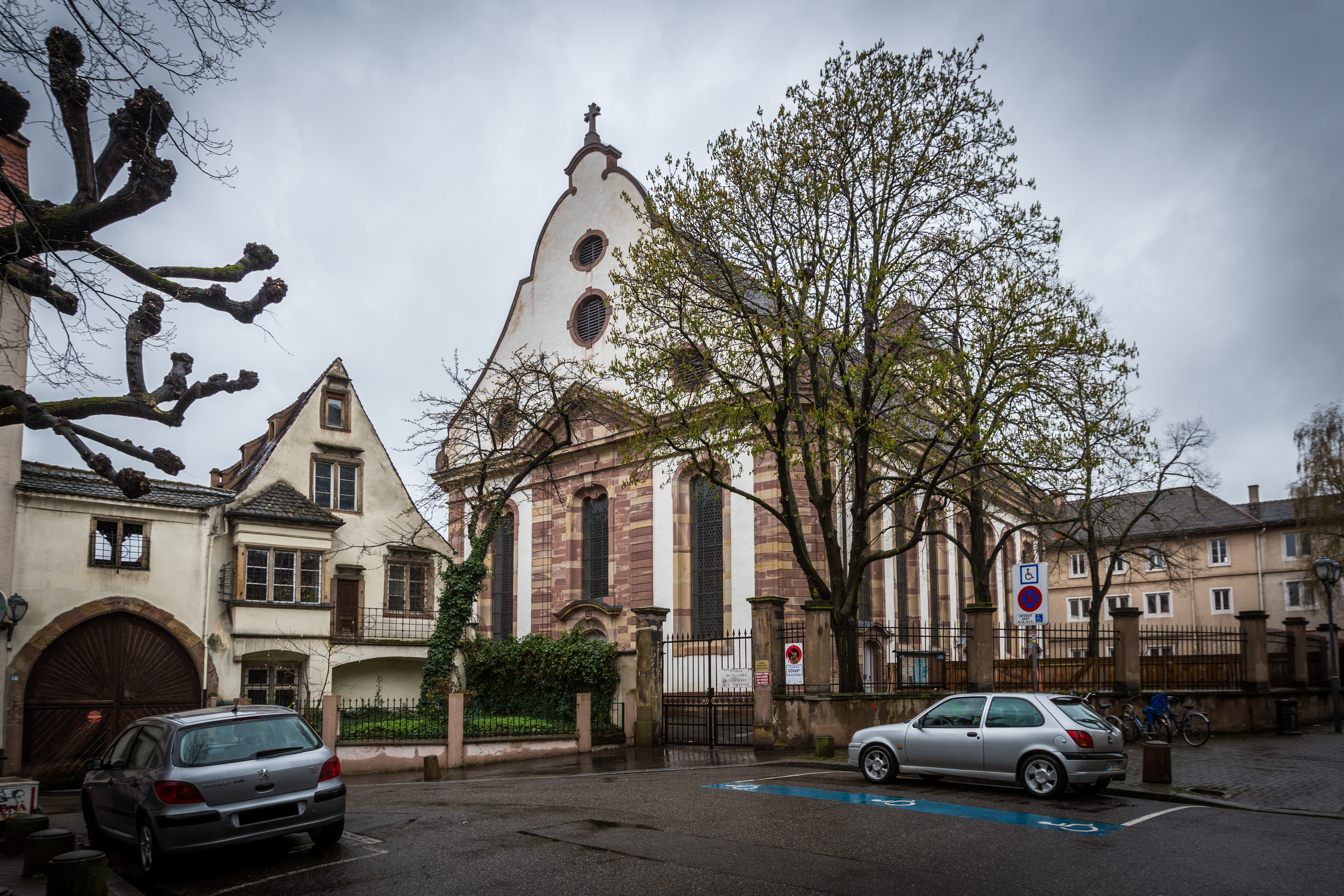
La facciata
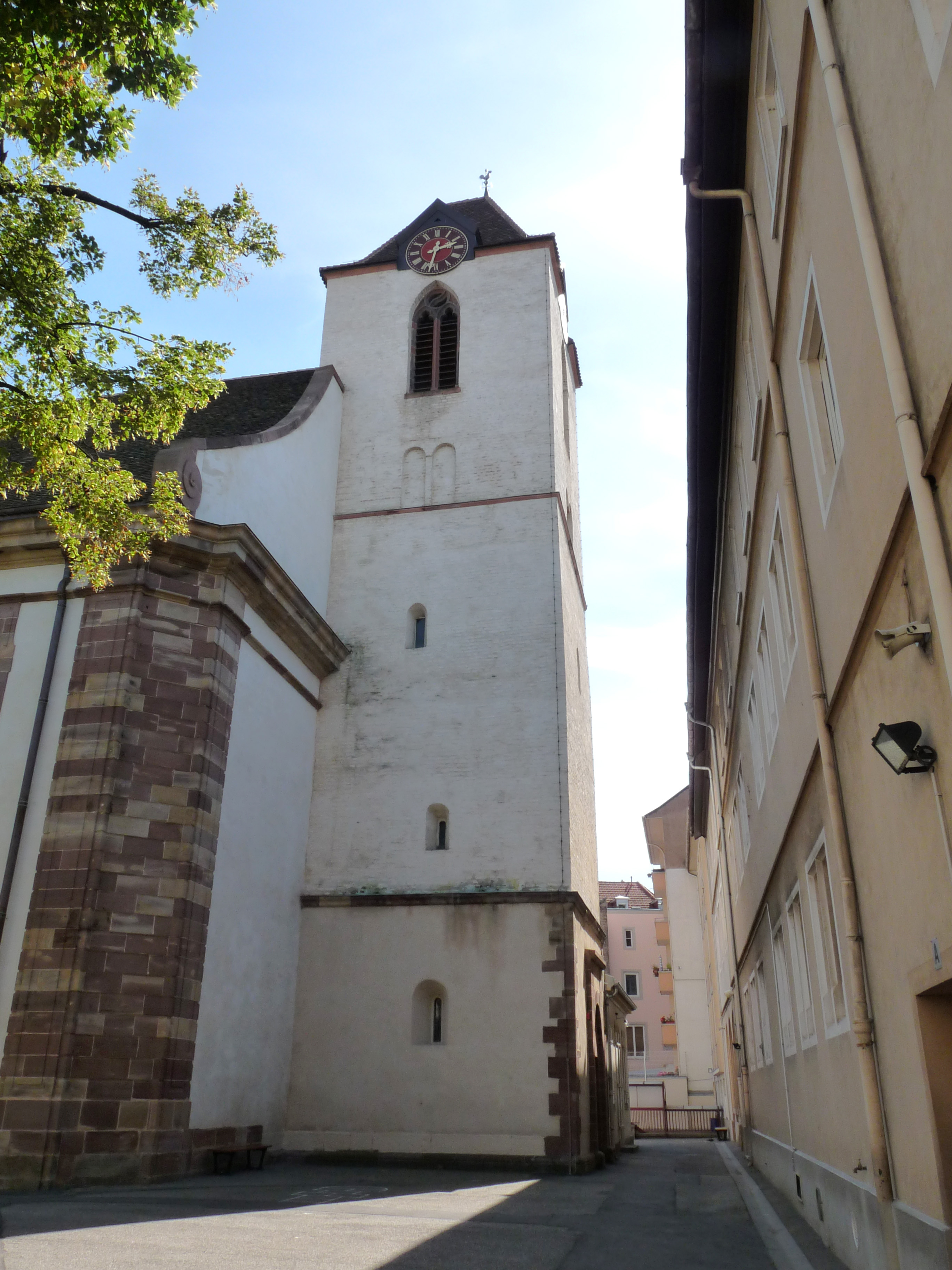
Il campanile
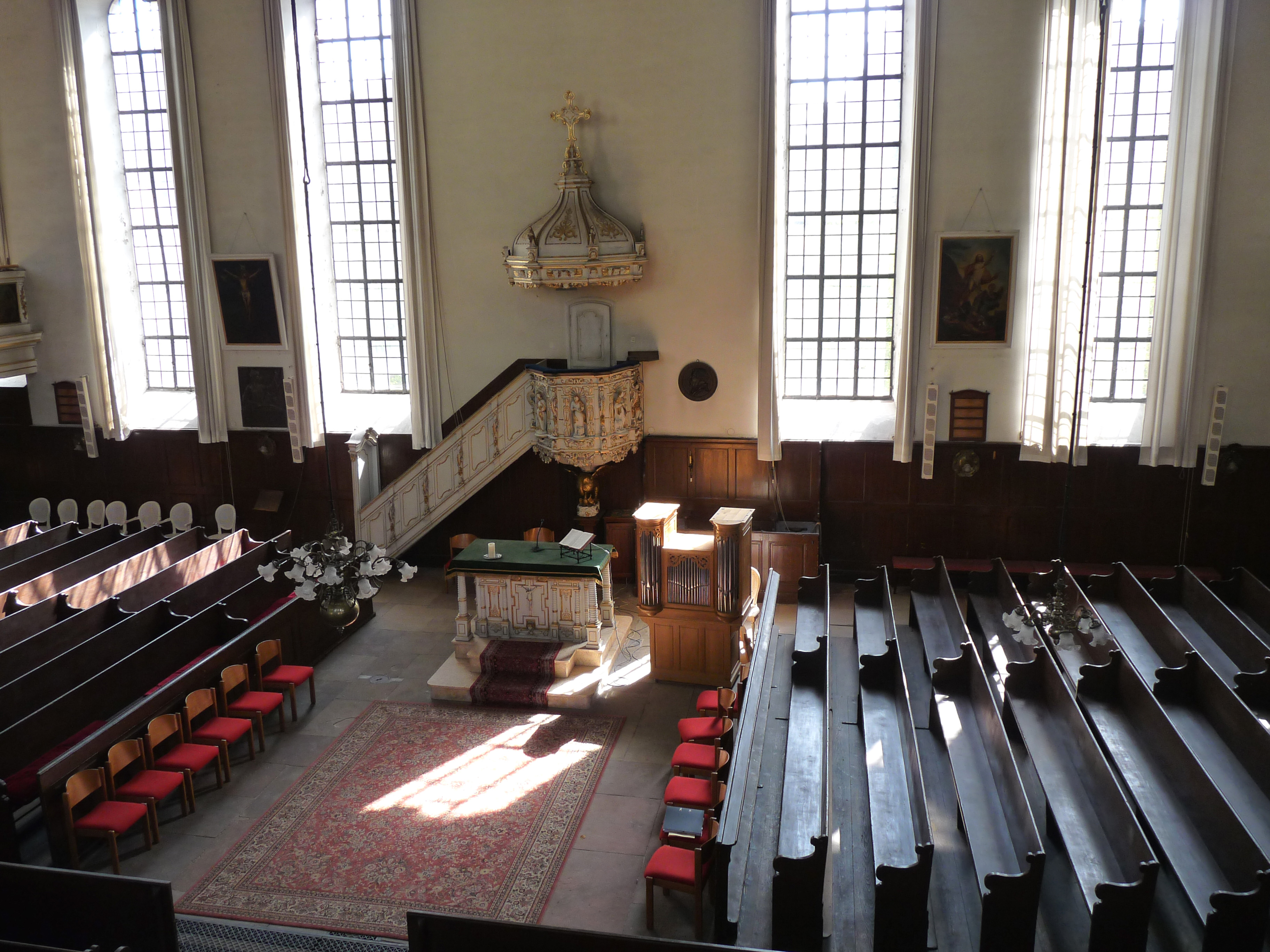
La disposizione dell'interno
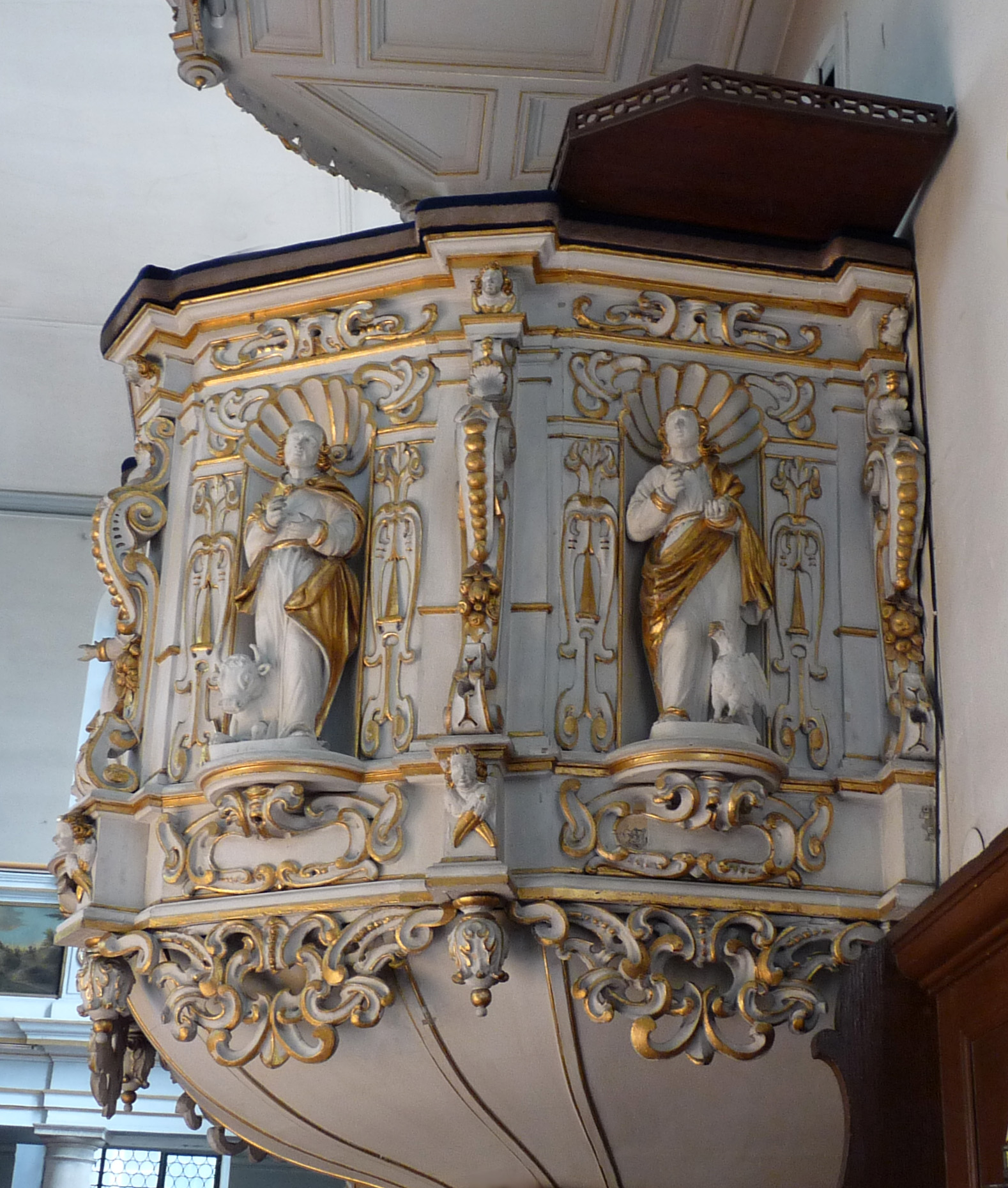
Il pulpito barocco
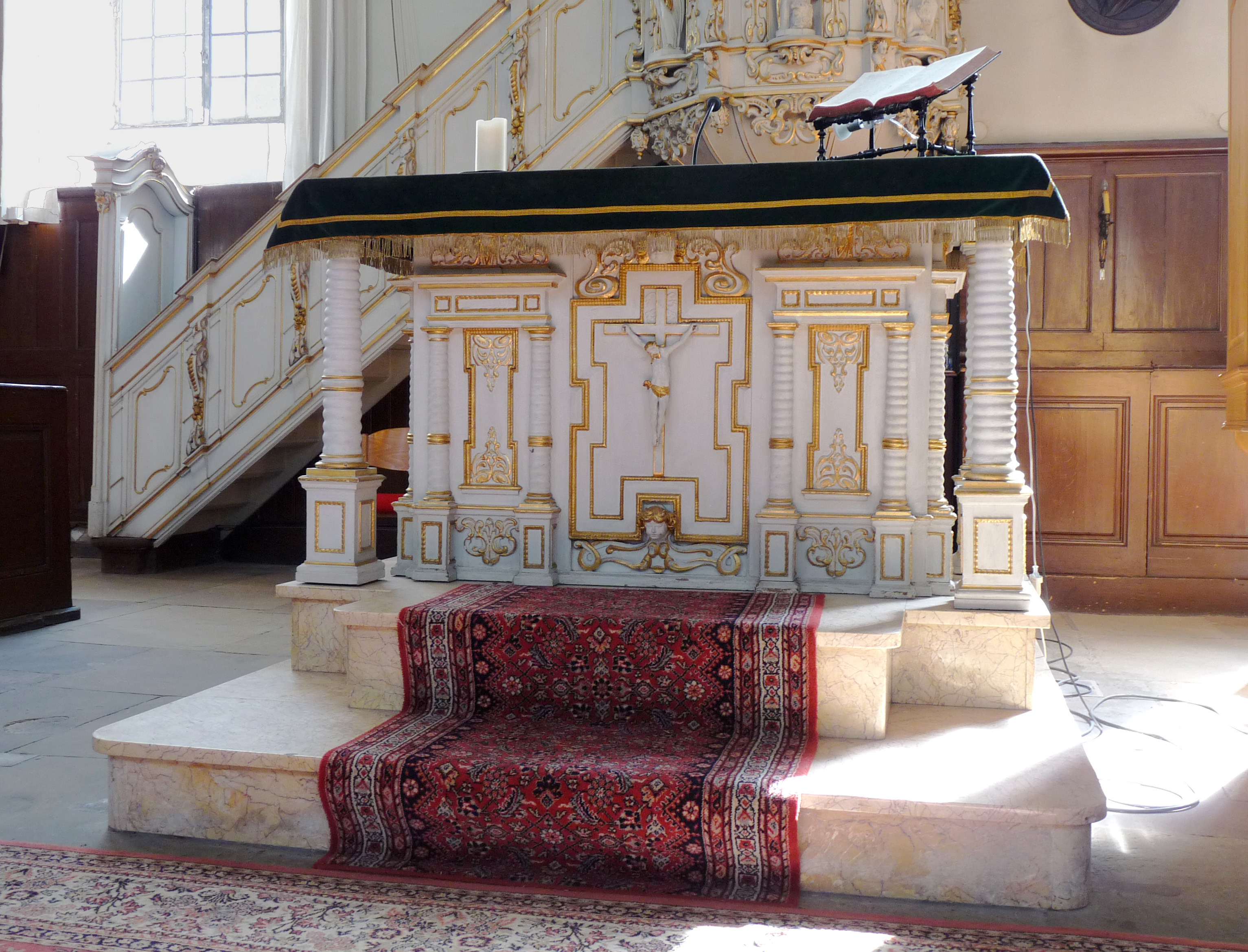
Il tavolo per la Santa Cena
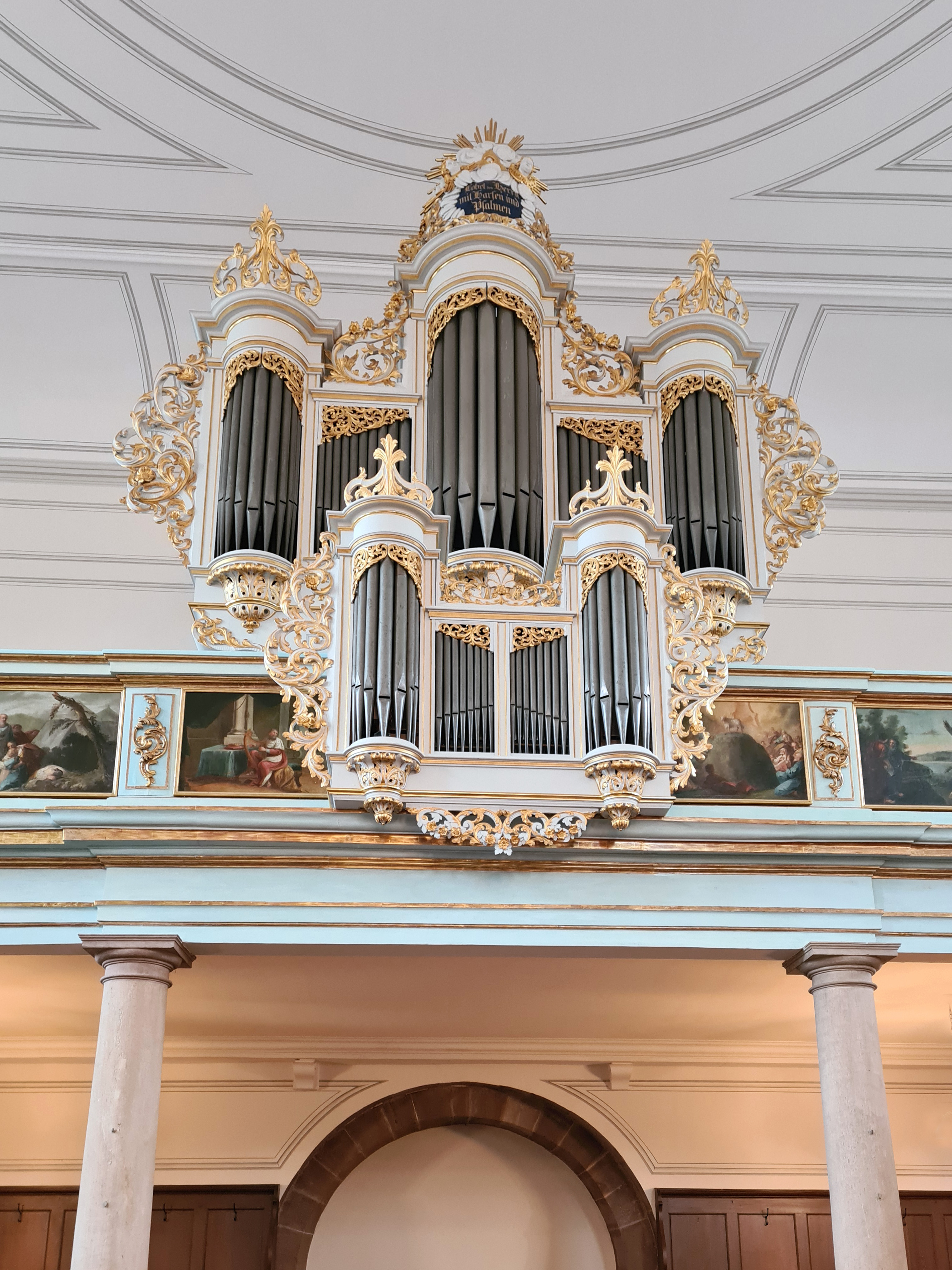
L'organo a canne